# Windows Genuine Advantage
WGA (Windows Genuine Advantage) es un sistema antipiratería creado por Microsoft que, una vez instalado, fuerza al sistema operativo a una validación en línea para detectar si la versión de Windows que se ejecuta en esa computadora es genuina o no.
Esta comprobación es necesaria para ingresar a Windows Update o para descargar algún componente de Windows desde el Centro de Descargas de Microsoft.
Específicamente cubre solo al sistema operativo Windows XP. Por el contrario no cubre a Windows 2000, Windows Server 2003 ni ninguno de la familia Windows 9x. Debido a su fácil vulneración Microsoft implementó para Windows Vista y Windows 7 el software Windows Activation Technologies (Knowledge Base 971033).
Sin embargo, al poco tiempo de su aparición, crackers encontraron la solución para evitar el WGA.
La intención de Microsoft al crear el WGA es que las personas que posean Windows ilegal (una copia sin pagar a Microsoft) no puedan tener los mismos beneficios que aquellos que tienen una copia original de Microsoft. No obstante, esto fracasó completamente gracias a hackers que rompieron las protecciones con parches como removeWGA.

## Características
En Windows XP, cambia el fondo de escritorio a negro si se coloca de nuevo un protector lo puede borrar en 35 minutos. También se mostrarán diferentes tipos de avisos sobre actualizar la copia ilegal de Windows. El mensaje que aparece en la barra de tareas es una estrella WGA, aparece tanto al iniciar el sistema y apagarse, aún sin conexión aparecen las advertencias, vuelve lenta la suite Microsoft Office.
El proceso de validación de WGA valida la instalación actual de Windows y su clave de licencia contra el hardware detectado y determina si el software se licencia de Microsoft. Se puede acceder ya sea por un programa independiente, un Netscape compatible con navegador plug-in, o como un control ActiveX en Internet Explorer, el último de los cuales es relevante para cualquier intento de acceder a actualizaciones de Microsoft a través de su navegador. Incluye los siguientes pasos: 
- En su primera visita a Windows Update da ciertas actualizaciones en el Centro de descarga de Microsoft, los usuarios reciben un mensaje que les exige para validar su copia de Windows mediante la descarga de un control ActiveX que comprueba la autenticidad de su software Windows. Si tiene éxito en la validación de Windows, que almacena un archivo de licencia en el PC para la verificación en el futuro.
- Después de la validación exitosa, la descarga de la actualización regular puede continuar.

Si el software decide la instalación de Windows no tiene una licencia válida, WGA muestra un aviso específico para el usuario y evita que las actualizaciones no críticas se descarguen de Microsoft. 
El control ActiveX se descargan en la primera validación, y cuando una nueva versión está disponible, pero la validación se puede realizar en cualquier momento el usuario se conecta a un sitio web de Microsoft para actualizar. 
- En Windows Vista RTM, la falta de validación de WGA tiene un mayor impacto. Además de la notificación persistente y la desactivación de las actualizaciones no críticas, WGA también desactiva Windows Aero, Windows Defender y ReadyBoost. El usuario se da un período de gracia para luego pasar la validación, tras lo cual la mayor parte del sistema operativo Windows está desactivado y se vuelve al modo de funcionalidad reducida. Sin embargo, este comportamiento se ha eliminado en el Service Pack 1 de Windows Vista a favor de los avisos destacados en los sistemas cree sin licencia.

- Microsoft ha realizado algunos cambios con una actualización de WGA para Windows XP Professional y Windows 7 Ultimate, de modo que no solo aparece un globo emergente, sino que cambia el fondo de pantalla a negro y notifica en la parte inferior derecha de la pantalla que el usuario no puede deshacerse de él. Sin embargo, pueden interactuar con cosas que estén detrás de él todavía. También habrá una notificación en la pantalla de inicio de sesión. El usuario puede cambiar su fondo de escritorio para lo que quieran, pero las notificaciones seguirá siendo y cada 60 minutos se volverá a la pantalla en negro.

## Herramienta de validación de WGA
Una activación correcta en Windows Server 2008 Enterprise (el mismo cuadro de diálogo mostrará en Windows Vista y Windows 7).
Cuando un usuario instala Windows Genuine Advantage, un explorador de Internet está instalado el complemento con la etiqueta "Windows Genuine Advantage". En primeras versiones la herramienta podría desactivarse fácilmente con la función de administración de complementos de IE. Una directiva de grupo de Windows fue añadida por actualizaciones posteriores, haciendo que esta opción esté disponible de forma predeterminada, pero todavía accesible si se quitaron la política. En julio de 2006, la última actualización bloquea la gestión por otros medios.
El programa utiliza un programa  independiente para generar una clave o un control ActiveX para descubrir si la clave de licencia es válida; de cualquier manera se requiere una conexión de Internet. Si WGA determina que la copia de un usuario de Windows es no autorizado pero fue instalado desde medios aparentemente legítimo (es decir, el CD y emblema holográfico presente en copias reales de Windows parece genuino), luego Microsoft suministrará al usuario con un nuevo CD. Microsoft también ofrece descuentos a personas que quieren comprar una copia legítima de Windows pero no tienen un CD válido. Microsoft ha indicado que seguirán ofrecer actualizaciones de seguridad críticas a través de su servicio de actualizaciones automáticas, así como mediante el centro de descarga de Microsoft, para que todos los sistemas, las que no pasa la validación, incluidas todavía seguirá recibiendo actualizaciones de seguridad críticas.
La compañía ha convertido la instalación de Windows Genuine Advantage en un requisito para el uso de los sitios Web de Windows Update y Microsoft Update, en parte para asegurarse de que los clientes que utilicen recursos de soporte de la empresa son conscientes de que su software tiene licencia. De acuerdo con Microsoft, es legal ejecutar Microsoft Windows sin Windows Genuine Advantage. Sin embargo, dado que las actualizaciones no críticas de Windows no se presentan por actualizaciones automáticas, se requiere la instalación de WGA  para dichas actualizaciones no críticas, que solo están disponibles a través de Windows Update o el centro de descarga de Microsoft.